# Бордентаун (Њу Џерзи)
Бордентаун (енгл. Bordentown) град је у америчкој савезној држави Њу Џерзи. По попису становништва из 2010. у њему је живело 3.924 становника.

## Демографија
Према попису становништва из 2010. у граду је живело 3.924 становника, што је 45 (1,1%) становника мање него 2000. године.
| Група             | 2000.         | 2010.         |
| Белци             | 3.164 (79,7%) | 3.134 (79,9%) |
| Афроамериканци    | 519 (13,1%)   | 397 (10,1%)   |
| Азијати           | 76 (1,9%)     | 107 (2,7%)    |
| Хиспаноамериканци | 112 (2,8%)    | 228 (5,8%)    |
| Укупно            | 3.969         | 3.924         |